# The Early Worm (film 1911)
The Early Worm è un cortometraggio muto del 1911 diretto da Lewin Fitzhamon.

## Trama
Ansioso di arrivare all'appuntamento con la fidanzata, un uomo si precipita per arrivare in tempo.

## Produzione
Il film fu prodotto dalla Hepworth.

## Distribuzione
Distribuito dalla Hepworth, il film - un cortometraggio di 129,6 metri - uscì nelle sale cinematografiche britanniche nel luglio 1911.
Si conoscono pochi dati del film che, prodotto dalla Hepworth, fu distrutto nel 1924 dallo stesso produttore, Cecil M. Hepworth. Fallito, in gravissime difficoltà finanziarie, il produttore pensò in questo modo di poter almeno recuperare il nitrato d'argento della pellicola.